# Žirafa
Žirafa (Giraffa) je rod mohutných sudokopytníků, v současnosti nejvyšších ze všech suchozemských živočišných druhů. Dle zprávy z roku 2016 stejně jako upozornění přírodovědce Davida Attenborougha jsou žirafy velice ohroženým druhem, v sedmi státech světa již dokonce vyhynuly.
Žirafa je přežvýkavec, je tedy geneticky příbuzná s jelenem či krávou. Z taxonomického hlediska náleží v rámci přežvýkavců do vlastní čeledi, kterou sdílí pouze se svým nejbližším příbuzným okapi. Žirafí samci dosahují velikosti od 4,8 až do 5,5 metrů a váží více než 1000 kilogramů. Rekordní jedinec, zastřelený roku 1934 v Keni, byl vysoký 5,87 metru. Samice jsou obecně trochu menší a lehčí.
Tradičně byla žirafa považována za jeden druh (Giraffa camelopardalis) s 11 poddruhy, z nichž se obecně uznává devět. Studie jaderných a mitochondriálních genomů z roku 2016 ale přinesla zjištění, že druhy žiraf jsou čtyři – žirafa severní, žirafa jižní, žirafa masajská a žirafa síťovaná, což bylo v roce 2024 doloženo i morfologickou studií žirafích lebek.

## Pojmenování
Slovo žirafa, používané v různých obměnách ve většině evropských jazyků, je přejímkou z arabského názvu tohoto zvířete zarafa, který má zřejmě původ v somálském názvu žirafy gerri. Latinský název camelopardus, používaný ve starověku a středověku je odvozen z antické legendy, podle níž je žirafa křížencem velblouda – camelus a levharta – pardus, protože má postavu velblouda a zbarvení skvrnité jako levhart. Jiný starověký název je anabus, pochází od Kartáginců, kteří jej zřejmě převzali z kojsanských jazyků. Ve východní Africe je svahilsky nazývána twiga (toto jméno se stalo inspirací pro pseudonym modelky Twiggy). Kikujové žirafě říkají nduida, Hehové nudululu, Masajové oloodo-kirragata a Šonové twiza. V západní Africe ji Jorubové nazývají agunfon a Hausové raƙumin dawa, ve střední Africe ji Lingalové říkají dikala a Loziové tutwa, v jižní Africe má zulské jméno indlulamithi, zatímco Sothové, Tswanové a Vendové ji nazývají thuda, thutlwa a Khoikhoiové !anabu.

## Rozšíření
Vyskytuje se převážně v jižní a východní Africe. V minulosti obýval celé území Afriky, včetně Sahary, předtím než vyschla, v pliocénu byla severní Afrika dokonce hlavním domovem druhu, odtud i jeho název. V Maroku je doložen výskyt žiraf ještě v roce 600. Ve východní Africe se dnes nejčastěji vyskytují v Keni, Tanzanii a jihozápadní Etiopii. 

## Prostředí a chování
Přirozeným prostředím pro žirafy jsou suché savany a otevřené pláně s řídkým stromovím, někdy se vyskytuje i v polopouštích nebo naopak v řídkých lesích a buši. Žijí ve smíšených skupinách, v počtu 10–70 jedinců (obvykle do 20), samice s mláďaty pohromadě se samci. Zatímco samice mají vůči skupině poměrně silné sociální vazby, samci se mohou projevovat opačně, především oni se volně mezi stády přemisťují, nebo jsou zcela osamoceni. Přesto snad každá žirafa za život vystřídá větší množství stád. Žirafy nemají stálá teritoria, rády se ale zdržují známých lokalit a na obecně vhodných místech z hlediska podmínek. Žirafy se zvukově projevují funěním, starší zvířata a mláďata bečí.
Žirafy odpočívají, stejně jako většina ostatních sudokopytníků, ve stoje, jen výjimečně spí vsedě s hlavou opřenou o zadek. Spánku žirafa věnuje průměrně 4,6 hodin za den. Není zřejmé, zda žirafy umí plavat. V literatuře chybí zpráva o tom, že by kdokoliv pozoroval žirafu při plavání, dle počítačových simulací by se ale patrně nad hladinou udržet dokázala. Hlubším vodám se žirafy nicméně vyhýbají, pohybují se pouze tam, kde dosáhnou pohodlně na dno.
Pravděpodobně dokážou běžet rychlostí 50–60 km/h, ale navzdory některým neoficiálním tvrzením se tito sudokopytníci patrně nedokážou pohybovat tak velkou rychlostí. Přímá pozorování a počítačové modely ukázaly, že maximální rychlost těchto velkých savců činí asi 11 m/s (39,6 km/h).

### Stravovací návyky
Žirafa spásá vegetaci ve vyšších polohách než všichni ostatní savci, především listy stromů a keřů, jako jsou akácie nebo keře rodu Commiphora, Terminalia a Premna, bohaté na vápník a bílkoviny. Jindy nepohrdne ani trávou nebo ovocem. Žvýká-li ale kůru stromů, činí tak pravděpodobně ze stresu. Díky zhruba 45 cm dlouhému jazyku, šikovné stavbě páteře a ohebným nohám může žirafa dosáhnout na velké množství potravy. Typicky si dlouhým jazykem přitáhne větev a poté oddálí hlavu a tím si shrábne listí hřebenovitými zuby. Tuhý jazyk jí umožňuje strhávat větvičky a listy i z trnitých stromů, jako jsou už zmíněné akácie. Při pití žirafa sklání hlavu a doširoka rozkročí přední končetiny, aby lépe dosáhla k vodě. Konzumace potravy a pití jí denně zabere přibližně dvanáct hodin.
V zoologických zahradách vyžadují žirafy kvalitní krmivo, zejména vojtěšku, luční seno, ale také granule, jablka a mrkev.

### Vliv teplot
Podle dlouhodobého sledování žiraf v Tanzanii bylo zjištěno, že zvyšující se množství srážek způsobuje žirafám větší problémy s parazity, což snižuje šanci na přežití jak mláďat, tak dospělých jedinců. V minulosti za silných záplav také propukly nemoci jako horečka riftového údolí nebo anthrax.

## Anatomie

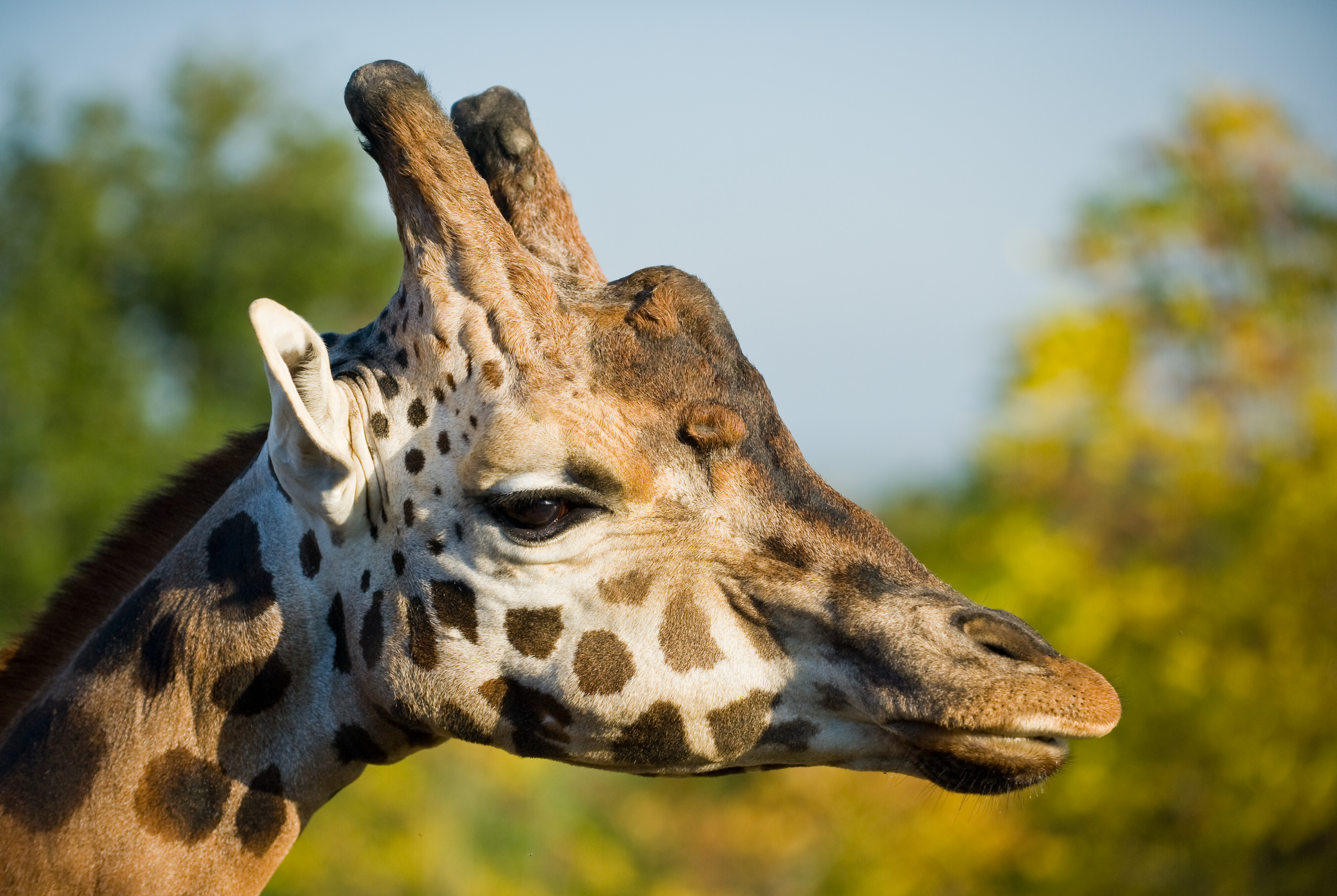
Morfologie hlavy žirafy

Mezi význačné znaky patří velké oči a uši, chůdovité nohy s velkými chodidly a tenký ocas s oháňkou, která slouží například k odhánění much. Na hlavě má žirafa dva až čtyři růžky (osikony), které jsou u samců větší než u samic. Tyto růžky jsou zpočátku chrupavčité, později zkostnatí. Žádné dvě žirafy nemají stejné kresby na srsti. Hojně rozšířený názor, že krční páteř žirafy je složena pouze ze sedmi obratlů, stejně jako u ostatních savců, je chybný. Žirafa má totiž jeden krční obratel navíc, ovšem jeden hrudní jí vymizel, což zřejmě mnohé badatele zmátlo. Cévní systém umožňuje bránit průtoku krve, aby při sklonění hlavy nedošlo k poškození mozku hydrostatickým tlakem.

### Žirafí krk a jeho evoluce
Jako příklad lamarkistické evoluce se obvykle uvádí prodlužování žirafího krku. Podle této teorie byly žirafy nejprve zvířata s poměrně krátkým krkem, který se postupným natahováním během generací zvětšil až na současnou, optimální velikost.
Velikost žirafího krku je však pravděpodobně výsledkem pohlavního výběru. Samci s větším a mohutnějším krkem jsou v soubojích úspěšnější a mají větší úspěch u samic. Proto vznikl selekční tlak na samce s mohutným krkem, jejichž hlava je v současnosti často výše, než větve stromů, na kterých se živí.
Často uváděný doklad neschopnosti evoluce předvídat dopředu je způsob, kterým je inervován larynx savců. Rekurentní laryngiální nerv je veden po zadní straně aorty a zpět do hrtanu. U žiraf to vytváří několikametrovou smyčku, která začíná v mozku, vede kolem srdce a pak stoupá zpět do krku žirafy. Viz „evoluční fušeřina“ (evolutionary tinkering). Fyziologie ovlivněná extrémní délkou krku žiraf je však stále předmětem výzkumu a dohadů mnoha zoologů, anatomů a například i paleontologů.
Krk největších žirafích jedinců může dosahovat délky až 2,4 metru, je tedy více než dvojnásobně delší než u kterýchkoliv jiných současných živočichů. Není to však mnoho ve srovnání s obřími sauropodními dinosaury, jejichž krk mohl být dlouhý až kolem 15 metrů.

### Skrvny
Skvrny slouží nejen k maskování, ale i k termoregulaci. Podle sledování 810 divokých žiraf masajských v Tanzanii po dobu osmi let bylo zjištěno, že vyšší šanci zdolat raný věk měla mláďata s menšími a nepravidelnějšími skvrnami, přičemž skvrny jim sloužily pro maskování před predátory. U dospělých jedinců měly skvrny jiné funkce. U samic neměla velikost skvrn na přežití žádný vliv. Samci však měli vyšší šanci s velmi velkými skvrnami nebo naopak velmi malými, protože se pohybovali častěji na přímém slunci. Díky husté síti cév s proudící krví pod kůží, může žirafa stahováním cév a tím bráněním proudění krve nebo naopak rozšiřováním účinně regulovat tělesnou teplotu za vysokých i nízkých teplot podle toho, jestli je potřeba teplem šetřit nebo se ho naopak zbavovat.

## Druhy a poddruhy

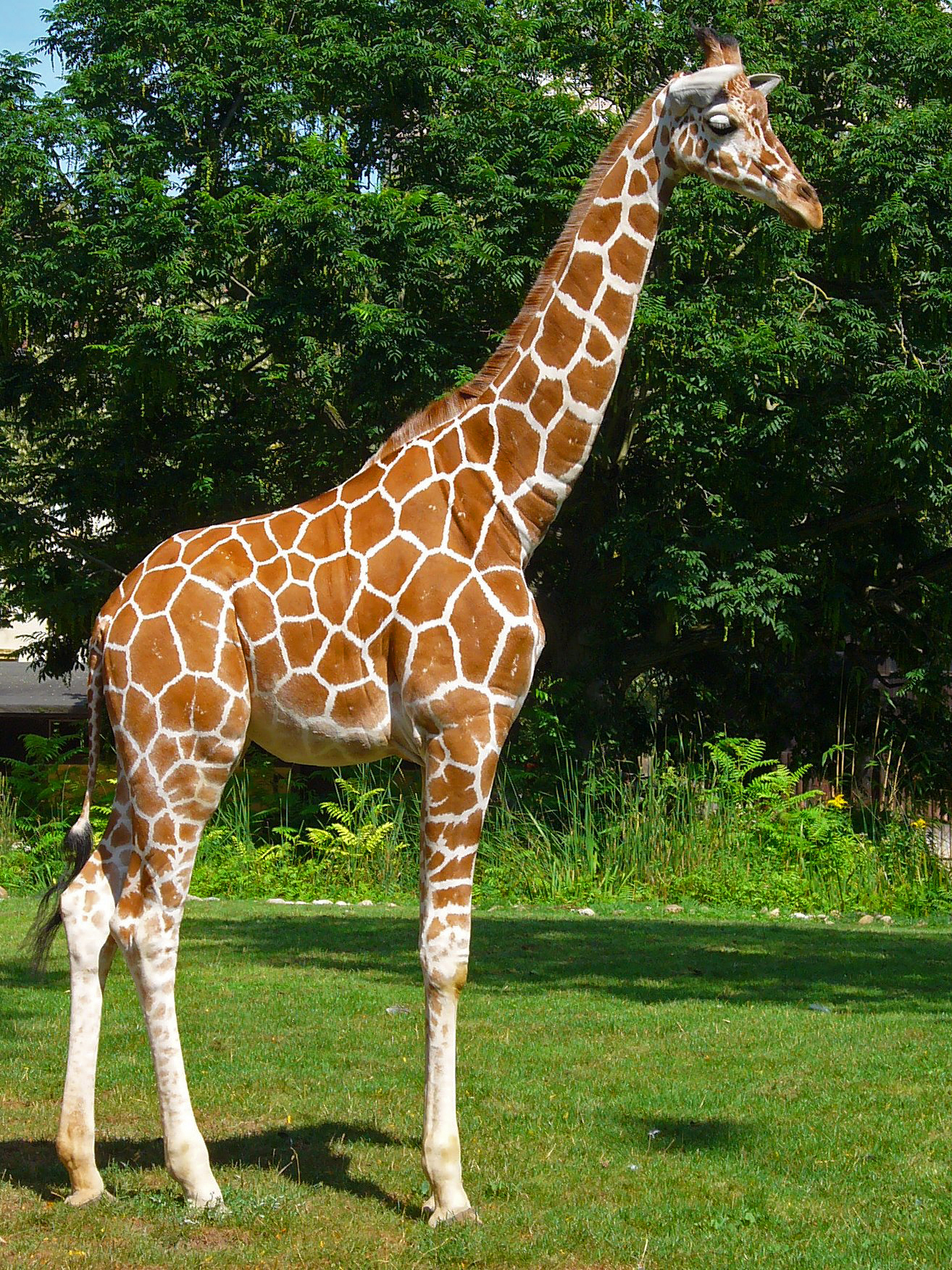
Žirafa síťovaná

Genetickou analýzou jsou rozlišitelné čtyři recentní druhy a osm poddruhů žiraf (z dříve uznávaných 9 poddruhů jediného druhu). Morfologicky se odlišují především barvou, vzorem a místem původu; vzor skvrn je dědičný. Poddruhy lze rozdělit na severní, které mají bílou až našedlou podkladovou barvu a vždy bílé nohy a jižní, se skvrnitýma nohama, menšími tmavými skvrnami a okrovou podkladovou barvou. Na základě výsledků analýz mitochondriální a jaderné DNA z roku 2016 potvrzených novými studiemi z r. 2021 a 2023 byly z původního druhu Giraffa camelopardalis některé poddruhy vyčleněny do dalších tří samostatných druhů:
- Druh: žirafa severní (Giraffa camelopardalis)
  - Poddruh: žirafa kordofanská (G. c. antiquorum) – menší, méně pravidelné tmavě hnědé fleky které pokrývají vnitřní část nohy. Výskyt: západní a jihozápadní Súdán, východní Čad.
  - Poddruh: žirafa núbijská (G. c. camelopardalis) – velké, čtyřhranné fleky kaštanové barvy na našedlém pozadí, žádné fleky na vnitřní straně nohou nebo pod hleznem. Výskyt: východní Súdán, severovýchodní Kongo.
    - Ekotypem žirafy núbijské, dříve pokládaným za samostatný poddruh, je žirafa Rothschildova (původně G. c. rothschildi) – tmavě hnědé kaňkovité nebo obdélníkové skvrny s chabě definovanými krémovými linkami. Hlezno může být skvrnité. Výskyt: Uganda, severní až centrální Keňa.

  - Poddruh: žirafa západoafrická (G. c. peralta) – mnoho malých, kulatých, bledě nažloutle červených skvrn na bílém pozadí. Výskyt: Čad, Niger, Mali.
  - Poddruh: Giraffa camelopardalis senegalensis – pravděpodobně recentně vyhynulý. Béžová základní barva, tmavě hnědé skvrny sledující síťovaný vzor s úzkými oddělujícími čarami. Původní výskyt: Senegal, případně Gambie, Mauritánie a Mali.[21]
- Druh: žirafa síťovaná (Giraffa reticulata) – kresba tvoří velké polygonální skořicové nebo rezavé plochy ohraničené sítí světlých bílých čar. Skvrny někdy vypadají temně rudě a pokrývají i nohy. Výskyt: severovýchodní Keňa, Etiopie, Somálsko.
- Druh: žirafa jižní (Giraffa giraffa)[26]
  - Poddruh: žirafa angolská (G. g. angolensis) – velké, rudohnědé skvrny a vroubky kolem hran rozprostírající se po celé noze. Výskyt: Angola, Zambie.
  - Poddruh: žirafa kapská (G. g. giraffa) – zaoblené a kaňkovité skvrny, některé hvězdicovitého tvaru na světlém pozadí. Výskyt: Jižní Afrika, Namibie, Botswana, Zimbabwe, Mosambik.
- Druh: žirafa masajská v širším smyslu (Giraffa tippelskirchi), nově (studií z r. 2021) rozdělen na dva poddruhy:[20]
  - Poddruh: žirafa masajská v užším smyslu (G. t. tippelskirchi) – má drobnější skvrny se zubatými okraji, často ve tvaru vinného listu, barva temně čokoládová s nažloutlým pozadím. Výskyt: střední a jižní Keňa, Tanzanie. Nápadně vyvinutý třetí růžek na čele, zvláště u samců.
  - Poddruh: žirafa zambijská (G. t. thornicrofti) – malé, tmavohnědé hvězdicovité nebo listnaté skvrny rozpínající se až k spodní části nohou. Podklad tmavší, až pískový. Výskyt: východní Zambie.

Příbuzenské vztahy jednotlivých recentních druhů a podddruhů lze zobrazit následujícím kladogramem:

|  | G. camelopardalis antiquorum (žirafa kordofanská) |
|  |                                                   |
|  | G. c. camelopardalis (žirafa núbijská)            |
|  |                                                   |

|  | G. c. peralta (žirafa západoafrická) |
|  |                                      |

|  | G. camelopardalis antiquorum (žirafa kordofanská) |
|  |                                                   |
|  | G. c. camelopardalis (žirafa núbijská)            |
|  |                                                   |

|  | G. c. peralta (žirafa západoafrická) |
|  |                                      |

|  | G. camelopardalis antiquorum (žirafa kordofanská) |
|  |                                                   |
|  | G. c. camelopardalis (žirafa núbijská)            |
|  |                                                   |

|  | G. c. peralta (žirafa západoafrická) |
|  |                                      |

|  | G. camelopardalis antiquorum (žirafa kordofanská) |
|  |                                                   |
|  | G. c. camelopardalis (žirafa núbijská)            |
|  |                                                   |

|  | G. c. peralta (žirafa západoafrická) |
|  |                                      |

|  | G. tippelskirchi tippelskirchi (žirafa masajská v užším smyslu) |
|  |                                                                 |
|  | G. t. thornicrofti (žirafa zambijská)                           |
|  |                                                                 |

|  | G. giraffa angolensis (žirafa angolská) |
|  |                                         |
|  | G. g. giraffa (žirafa kapská)           |
|  |                                         |

|  | G. tippelskirchi tippelskirchi (žirafa masajská v užším smyslu) |
|  |                                                                 |
|  | G. t. thornicrofti (žirafa zambijská)                           |
|  |                                                                 |

|  | G. giraffa angolensis (žirafa angolská) |
|  |                                         |
|  | G. g. giraffa (žirafa kapská)           |
|  |                                         |

|  | G. camelopardalis antiquorum (žirafa kordofanská) |
|  |                                                   |
|  | G. c. camelopardalis (žirafa núbijská)            |
|  |                                                   |

|  | G. c. peralta (žirafa západoafrická) |
|  |                                      |

|  | G. camelopardalis antiquorum (žirafa kordofanská) |
|  |                                                   |
|  | G. c. camelopardalis (žirafa núbijská)            |
|  |                                                   |

|  | G. c. peralta (žirafa západoafrická) |
|  |                                      |

|  | G. camelopardalis antiquorum (žirafa kordofanská) |
|  |                                                   |
|  | G. c. camelopardalis (žirafa núbijská)            |
|  |                                                   |

|  | G. c. peralta (žirafa západoafrická) |
|  |                                      |

|  | G. camelopardalis antiquorum (žirafa kordofanská) |
|  |                                                   |
|  | G. c. camelopardalis (žirafa núbijská)            |
|  |                                                   |

|  | G. c. peralta (žirafa západoafrická) |
|  |                                      |

|  | G. tippelskirchi tippelskirchi (žirafa masajská v užším smyslu) |
|  |                                                                 |
|  | G. t. thornicrofti (žirafa zambijská)                           |
|  |                                                                 |

|  | G. giraffa angolensis (žirafa angolská) |
|  |                                         |
|  | G. g. giraffa (žirafa kapská)           |
|  |                                         |

|  | G. tippelskirchi tippelskirchi (žirafa masajská v užším smyslu) |
|  |                                                                 |
|  | G. t. thornicrofti (žirafa zambijská)                           |
|  |                                                                 |

|  | G. giraffa angolensis (žirafa angolská) |
|  |                                         |
|  | G. g. giraffa (žirafa kapská)           |
|  |                                         |

Mezi platně popsané vyhynulé druhy patří:
- asijské druhy:
  - †Giraffa sivalensis,[27]
  - †Giraffa punjabiensis;[28]
- africké druhy:[29]
  - †Giraffa gracilis,
  - †Giraffa jumae,
  - †Giraffa pygmaea,
  - †Giraffa stillei.

Za předchůdce recentních druhů je považována buď robustnější G. sivalensis nebo subtilnější G. gracilis.

## Rozmnožování
Samice se páří s dominantním samcem v dané lokalitě. Samci o dominantu bojují přetlačováním se krky, někdy dokonce do sebe narážejí hlavami, často proplétají krky. K tomuto boji dochází často mezi mladými samci, případně při příchodu nového samce do teritoria. Po vyhraném souboji vítěz poníží soka tím, že s ním předstírá páření. Březost u samic trvá přibližně 400–468 dní, po kterých se narodí jedno mládě, jen výjimečně se narodí dvojčata. Obvykle se mláďata rodí v období sucha, těsně po narození váží mládě zhruba 50–55 kg a po výšku ramen měří okolo dvou metrů. Žirafy jsou známe tím, že jejich potomci přicházejí na svět volným pádem z téměř dvoumetrové výšky, přičemž přetrhnou i pupeční šňůru. Mladé samice dospívají ve věku 3–4 let, mladí samci ve věku 4–5 let, vždy se však rozmnožují až další rok (samice až v pěti, samci až v sedmi letech). Žirafy se dožívají 10–15 let, v zajetí zhruba 25 let (vzácně i přes 30 let).

## Přirození nepřátelé a ohrožení lidmi
Žirafa má málo přirozených nepřátel. Dospělá zvířata jsou lovena pouze lvy a krokodýly, na mláďata se někdy odvažují i hyeny skvrnité a výjimečně i levharti. Matka však ohrožené mládě divoce brání kopáním. Jediné kopnutí dokáže usmrtit lvici nebo prorazit kapotu terénního vozu.
Ovšem největšími nepřáteli žiraf jsou lidé. Domorodci je často loví otrávenými šípy nebo jim přetínají šlachy na zadních nohách. Z její kůže se vyrábí štíty nebo sandály, z žíní ocasu náramky a amulety. Touha po zvláštní barvě žirafí kůže také zřejmě vedla k zabití vzácných bílých žiraf v Keni, které jsou tak pravděpodobně vyhubeny.
Všechny žirafy jsou klasifikovány Mezinárodním svazem ochrany přírody jako zranitelný druh. V roce 2016 byla celková populace odhadnuta na více než  68 000 dospělých jedinců.

## Chov v zoo
V Evropě jsou chovány zejména žirafa Rothschildova (severní núbijská) a žirafa síťovaná. První žirafa do československých zoo přišla v roce 1954 do Zoo Praha. V Česku lze v roce 2019 nalézt výhradně žirafu Rothschildovu (žirafu severní núbijskou) anebo žirafu síťovanou.
- žirafa Rothschildova (severní núbijská): Dvůr Králové, Jihlava (do června 2024, kdy byl utracen samec Zuberi)[36], Liberec, Olomouc, Ostrava, Plzeň, Praha, Ústí nad Labem, Zlín
- žirafa síťovaná: Brno, Dvůr Králové, Jihlava

Zoo Dvůr Králové nad Labem je největším chovatelem žiraf na světě.